# Syysjärvi (sjö i Lappland)
Syysjärvi är en sjö i Finland. Den ligger i kommunen Enare i landskapet Lappland, i den norra delen av landet, 1 000 km norr om huvudstaden Helsingfors. Syysjärvi ligger 201,7 meter över havet. Arean är 6,02 kvadratkilometer och strandlinjen är 20,18 kilometer lång. Sjön  ingår i Pasvik älvs huvudavrinningsområde. 